# Ernst von Köller

Ernst-Matthias von Köller

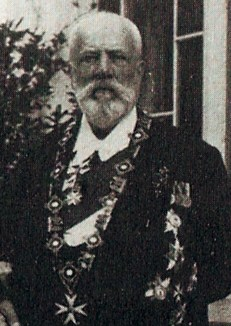
Ernst-Matthias von Köller

Ernst-Matthias von Köller (* 8. Juli 1841 in Kantreck, Landkreis Cammin i. Pom.; † 11. Dezember 1928 in Stettin) war ein deutscher Politiker im Königreich Preußen.

## Herkunft
Ernst von Köller stammte aus der pommerschen uradligen Familie von Köller. Er war ein Sohn des Generallandschaftsdirektors Matthias von Köller (1797–1883) und der Juliane Mathilde von Wedel (1803–1859) aus dem Haus Blankensee. Sein Bruder Georg von Köller (1823–1916) wurde Präsident des Preußischen Abgeordnetenhauses, sein Bruder Hugo von Köller (1828–1910) wurde wie der Vater Generallandschaftsdirektor von Pommern.

## Familie
Er heiratete 1869 in Schwenz seine Nichte Martha von Köller (1852–1925), die Tochter seines Bruders Hugo von Köller und dessen Ehefrau Albertine von Wurmb. Die Ehe blieb kinderlos.

## Leben
Er nahm 1860 an der Ruprecht-Karls-Universität Heidelberg ein Studium der Rechtswissenschaft auf und wurde im Corps Saxo-Borussia Heidelberg aktiv. Als Inaktiver wechselte er 1861 an die Friedrich-Wilhelms-Universität zu Berlin. Nach dem Staatsexamen diente er als Einjährig-Freiwilliger in der Preußischen Armee.
1864 trat er als Auskultator in Friedeberg (Neumark) in den preußischen Staatsdienst. Er nahm am Deutschen Krieg teil und wurde in der Schlacht bei Königgrätz schwer verwundet. Danach wurde er Regierungsreferendar bei der Regierung in Stettin. Er war von 1868 bis 1887 Landrat im Kreis Cammin. Anschließend war er zwei Jahre Polizeipräsident von Frankfurt am Main. Dort legte er eine besonders rücksichtslose und despotische Art an den Tag, um die preußischen Interessen in dem ehemals freien Stadtstaat durchzusetzen. Zudem gehörte er von 1881 bis 1888 als Mitglied der Deutschkonservativen Partei dem Reichstag an. Hier stimmte er 1884 für die Verlängerung des Sozialistengesetzes.
Köller wurde 1889 Unterstaatssekretär mit Verantwortlichkeit für das Innenressort im Ministerium für Elsaß-Lothringen in Straßburg. Hier arbeitete er mit dem Statthalter Chlodwig zu Hohenlohe-Schillingsfürst zusammen und wurde nach dessen Berufung zum Reichskanzler im Jahr 1894 preußischer Innenminister. Seine deutschkonservative Haltung brachte er auch in dieser Position zur Geltung. Er stellte sich entschieden gegen liberale Politik und die Sozialdemokratie. So gehörte er zu den glühenden Befürwortern der sogenannten Umsturzvorlage, was er in einer Reichstagsrede vom 9. Mai 1895 deutlich machte. Die Vorlage, die massive Einschränkungen der Freiheitsrechte enthielt und insbesondere zu einem noch härteren Vorgehen gegen Sozialdemokraten geführt hätte, wurde letztlich abgelehnt.
Im Interesse Kaiser Wilhelms II. beging er im Konflikt um die Reform des Militärstrafrechts Indiskretionen gegenüber anderen Ministern, weswegen er im Dezember 1895 zurücktrat ("Köller-Krise"). Der Kaiser, in dessen Gunst er weiterhin stand, ernannte ihn 1897 zum Oberpräsidenten der Provinz Schleswig-Holstein. Ab 1900 war er außerdem Kommissar beim landwirtschaftlichen Provinzial-Kreditverband. Seine Amtszeit sollte als Köller-Ära in die Geschichte des Landes eingehen. Köller strebte eine Germanisierung der Provinz an. Zahlreiche Dänen wurden ausgewiesen oder ergriffen von selbst die Flucht, ihre Versammlungshäuser schloss man. Eine Anordnung vom 20. Dezember 1898 forderte alle Eltern auf, ihre Kinder von dänischen Schulen zu nehmen, da ansonsten die dänischen Staatsbürger ihrer Gemeinden ausgewiesen werden würden. Die Sprachverordnung von 1888, die die Deutsche Sprache zur alleinigen Unterrichtssprache Schleswig-Holsteins erklärte, wurde rigoros durchgesetzt. Selbst die Pfarrer sollten durch deutsch gesinnte Männer ersetzt werden, wozu es infolge Köllers Ablösung 1901 allerdings nicht mehr kam. Letztlich war seiner Politik kein Erfolg beschieden, die auch auf das persönliche Eingreifen des Kaisers zurückzuführen war, für den Dänemark ein heimlicher Verbündeter Russlands und Frankreichs war. Stattdessen stärkte sie den Zusammenhalt der dänischsprachigen Bevölkerung.
Als Staatssekretär im Ministerium für Elsaß-Lothringen leitete er danach bis 1908 erneut eine Region, die sich durch brisante Konflikte zwischen verschiedenen Volksgruppen auszeichnete. Auch hier war Köller nicht auf Zugeständnisse aus. Das Gesetz des Landesausschusses über das Vereins- und Versammlungsrecht vom 11. April 1905 musste auf seinen Protest hin korrigiert werden – Köller hatte sich an einer Regelung gestört, die den Mitgebrauch des Französischen im französischen Sprachgebiet gestattete.
Zuletzt erhielt er 1908, seit diesem Jahr lebte er in Cammin, einen Sitz im Preußischen Herrenhaus.
In den Johanniterorden trat Ernst von Köller als Ehrenritter 1881 bei, Mitglied bei der Pommerschen Genossenschaft der Kongregation, und erhielt am 24. Juni 1896 die Investitur zum Rechtsritter. Am gleichen Tage in Sonnenburg anwesend: Oswald von Rittberg, Ferdinand Graf von Zeppelin.

## Schriften
- Urkundenbuch des pommerschen Geschlechts v. Köller 1280–1900. Straßburger Neueste Nachrichten A.- G., Straßburg 1896–1911.
- Stamm-Tafel des Geschlechts von Hindenburg. Aufgestellt auf Grund der Lehns-Acten und Hofgerichts-Acten im Kgl. Staats-Archiv zu Stettin. 1918.